# Scinax granulatus
Scinax granulatus es una especie de anfibios de la familia Hylidae (rana arborícola), que se distribuye en Sudamérica.

## Distribución natural
Esta especie se la puede encontrar desde el sur de Brasil (estados de Paraná, Santa Catarina y Rio Grande do Sul), sudeste de Paraguay, Uruguay hasta el noreste de Argentina (provincia de Buenos Aires -incluida la Ciudad Autónoma de Buenos Aires-, Entre Ríos y Misiones).
Se cree que la especie posee una mayor distribución en la Argentina extendiéndose hacia el oeste del país (provincia de San Luis- Villa Merlo) y el sur de la provincia de Buenos Aires (partido General Pueyrredón- Sierra de los Padres).

## Hábitats
Habita en ambientes naturales como matorrales, herbazales y humedales terrestres como así en ambientes artificiales acuáticos y terrestres. Se la ha encontrado en ambientes de serranía.

## Características anatómicas
En su estadio adulto puede llegar a medir hasta 45 mm. Su piel es levemente granulada.
Su coloración dorsal puede variar desde un verde amarillento a un marrón oscuro, con manchas claras y líneas longitudinales oscuras que tienen una disposición con forma de X. Posee una mancha más oscura intraescapular en forma de paréntesis invertido. Ventralmente presenta una coloración beige claro. Posee en los extremos de sus dedos discos adhesivos truncados (en forma de T) en ambas patas que les permite adherirse a superficies verticales ya que son ranas arborícolas. Su pupila es elíptica horizontal.
Morfológicamente es muy similar a Scinax nasicus por lo que se las puede diferenciar por su canto reproductivo.

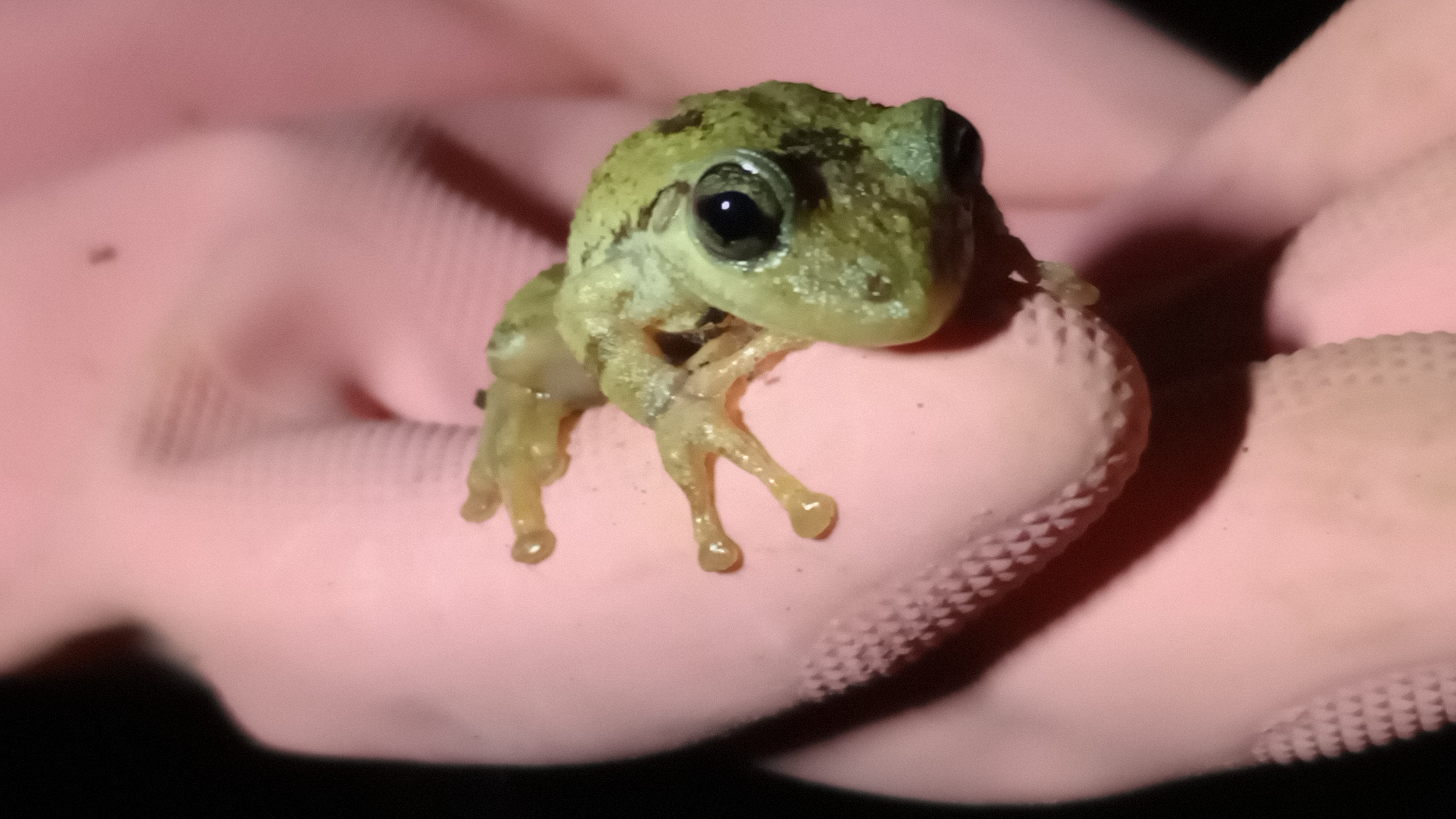
Detalle de los discos adhesivos de Scinax granulatus

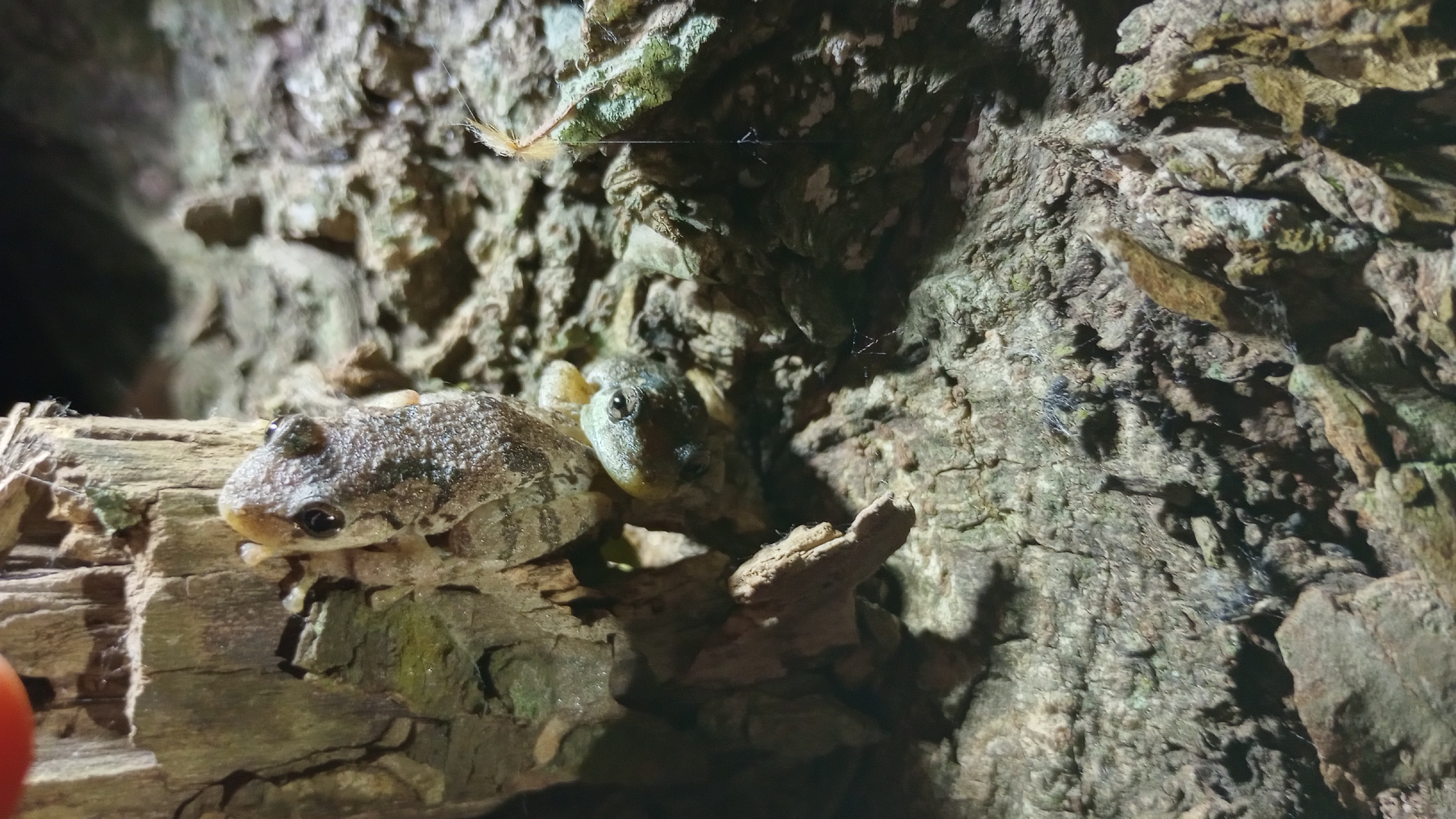
Scinax granulatus sobre un árbol en la Reserva Natural Paititi (Sierra de los Padres, Buenos Aires, Argentina). Ejemplar fotografiado en el marco de la actividad de Ciencia Ciudadana ROA (Red de Observadores de Anfibios).

## Reproducción
Presenta un ciclo de reproducción estacional, durante la primavera-verano del hemisferio sur, desde fines de octubre hasta Febrero. Durante la etapa reproductiva es frecuente encontrarla en ambientes lénticos, como estanques o lagunas. Se reproducen en el suelo o en la vegetación a los márgenes de cuerpos de agua. Los huevos son depositados sobre las plantas acuáticas y adheridos a ellas formando una masa globosa. El desarrollo embrionario y la eclosión se llevan a cabo en el mismo ambiente.

## Tipo de alimentación
La larva es fitófaga, principalmente de algas planctónicas y detritívora. El adulto es insectívoro, su dieta consiste de Lepidópteros e Himenópteros, entre otros.

## Referencias

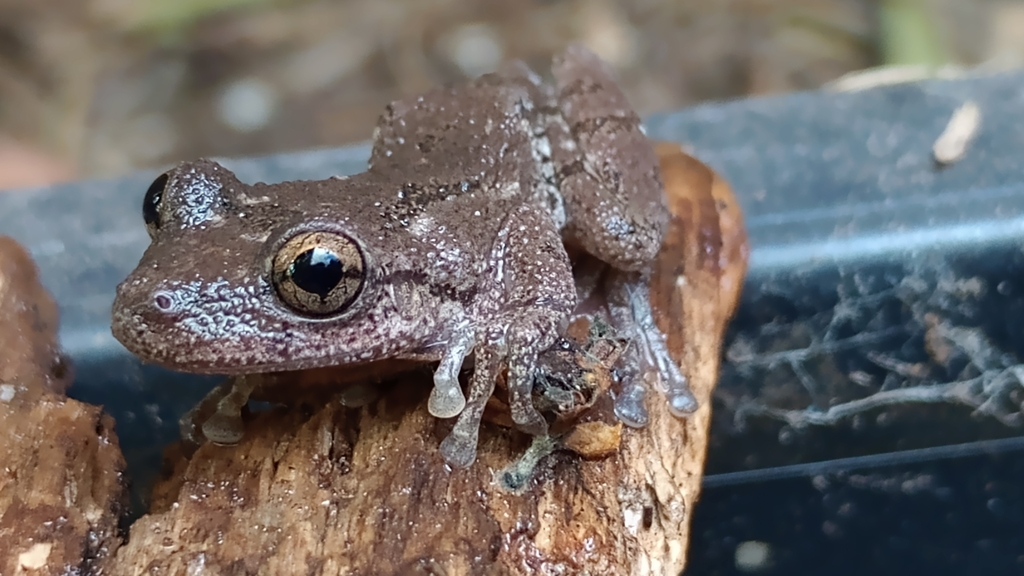
Scinax granulatus